# Matheus Pereira (football, 1996)
Pour les articles homonymes, voir Matheus Pereira (homonymie).
Matheus Fellipe Costa Pereira, né le 5 mai 1996 à Belo Horizonte au Brésil, est un footballeur brésilien qui joue au poste de milieu offensif au Cruzeiro EC.

## Carrière

### Sporting Club Portugal
Matheus Pereira a commencé sa formation de footballeur au Sporting CP, c'est d'ailleurs dans ce club qu'il fera ses débuts avant de rejoindre en prêt le GD Chaves lors de la saison 2017-2018.
Lors de la saison 2015-2016, il participe à la phase de groupe de la Ligue Europa avec le Sporting CP, sa première apparition à lieu le 1er octobre 2015, il est titularisé face à Besiktas en Ligue Europa. Il prend part à cinq matchs, inscrivant trois buts, dont un doublé contre le club albanais du KF Skënderbeu, et un but contre l'équipe russe du Lokomotiv Moscou.
Après son aventure portugaise, Matheus Pereira rejoindra le FC Nuremberg en prêt lors de la saison 2018-2019.

### West Bromwich Albion
Le 8 août 2019, il est prêté avec option d'achat à West Bromwich Albion. Il marquera son premier but en Championship le 28 septembre face à Queens Park Rangers.
Le 20 juin 2020, après avoir joué le nombre de matchs nécessaires, Matheus Pereira rejoint West Bromwich Albion définitivement. Le mois suivant, il est désigné comme étant le joueur de la saison par les supporters avec 65 % des votes.
Malgré le fait que l'obligation d'achat ait été levée, le club a attendu le 17 août 2020 pour annoncer officiellement la signature d'un contrat de quatre ans 
Matheus Pereira a fait sa première apparition en Premier League lors de la défaite 3-0 à domicile de West Bromwich Albion face à Leicester City, il a marqué son premier but 6 jours plus tard sur un coup franc direct lors de la défaite 5-2 face à Everton
Le 1er août 2021, Valérien Ismaël le nouveau coach du club annonce que Matheus Pereira quittera le club d'ici la fin du marché des transferts. Le lendemain, Matheus Pereira réagit à cette rumeur sur les réseaux sociaux en exprimant son envie de départ sans pour autant vouloir manquer de respect au club et aux supporters comme le supposait Valérien Ismaël en conférence de presse la veille. 

### Al Hilal
Le 6 août 2021, Pereira rejoint le club saoudien d'Al Hilal pour un montant non divulgué

## Statistiques
| Saison                | Club                  | Championnat           | Championnat | Championnat | Championnat | Coupe nationale | Coupe nationale | Coupe nationale | Coupe de la Ligue | Coupe de la Ligue | Coupe de la Ligue | Compétition(s) continentale(s) | Compétition(s) continentale(s) | Compétition(s) continentale(s) | Compétition(s) continentale(s) | Total | Total | Total |
| Saison                | Club                  | Division              | M.          | B.          | P.d.        | M.              | B.              | P.d.            | M.                | B.                | P.d.              | Comp.                          | M.                             | B.                             | P.d.                           | M.    | B.    | P.d.  |
| 2013-2014             | Sporting CP B         | Liga Pro              | 4           | 0           | 1           | -               | -               | -               | -                 | -                 | -                 | -                              | -                              | -                              | -                              | 4     | 0     | 1     |
| 2014-2015             | Sporting CP B         | Liga Pro              | 11          | 1           | 3           | -               | -               | -               | -                 | -                 | -                 | -                              | -                              | -                              | -                              | 11    | 1     | 3     |
| 2015-2016             | Sporting CP B         | Liga Pro              | 12          | 8           | 4           | -               | -               | -               | -                 | -                 | -                 | -                              | -                              | -                              | -                              | 12    | 8     | 4     |
| 2016-2017             | Sporting CP B         | Liga Pro              | 14          | 8           | 5           | -               | -               | -               | -                 | -                 | -                 | -                              | -                              | -                              | -                              | 14    | 8     | 5     |
| Sous-total            | Sous-total            | Sous-total            | 41          | 17          | 13          | 0               | 0               | 0               | 0                 | 0                 | 0                 | -                              | 0                              | 0                              | 0                              | 41    | 17    | 13    |
| 2015-2016             | Sporting CP           | Liga NOS              | 8           | 0           | 0           | 2               | 2               | 0               | 3                 | 0                 | 1                 | C3                             | 5                              | 3                              | 1                              | 18    | 5     | 2     |
| 2016-2017             | Sporting CP           | Liga NOS              | 7           | 1           | 2           | 1               | 0               | 0               | 1                 | 0                 | 0                 | C1                             | -                              | -                              | -                              | 9     | 1     | 2     |
| Sous-total            | Sous-total            | Sous-total            | 15          | 1           | 2           | 3               | 2               | 0               | 4                 | 0                 | 1                 | -                              | 5                              | 3                              | 1                              | 27    | 6     | 4     |
| 2017-2018             | GD Chaves (prêt)      | Liga NOS              | 27          | 7           | 5           | 2               | 1               | 0               | 1                 | 0                 | 0                 | -                              | -                              | -                              | -                              | 30    | 8     | 5     |
| 2018-2019             | FC Nuremberg (prêt)   | Bundesliga            | 19          | 3           | 2           | 2               | 0               | 0               | -                 | -                 | -                 | -                              | -                              | -                              | -                              | 21    | 3     | 2     |
| Sous-total            | Sous-total            | Sous-total            | 46          | 10          | 7           | 4               | 1               | 0               | 1                 | 0                 | 0                 | -                              | 0                              | 0                              | 0                              | 51    | 11    | 7     |
| 2019-2020             | West Bromwich (prêt)  | Championship          | 42          | 8           | 16          | 0               | 0               | 0               | 1                 | 0                 | 0                 | -                              | -                              | -                              | -                              | 43    | 8     | 16    |
| 2020-2021             | West Bromwich         | Premier League        | 26          | 7           | 5           | 1               | 1               | 0               | 0                 | 0                 | 0                 | -                              | -                              | -                              | -                              | 27    | 8     | 5     |
| Sous-total            | Sous-total            | Sous-total            | 68          | 15          | 21          | 1               | 1               | 0               | 1                 | 0                 | 0                 | -                              | -                              | -                              | -                              | 70    | 16    | 21    |
| Total sur la carrière | Total sur la carrière | Total sur la carrière | 133         | 34          | 34          | 7               | 3               | 0               | 6                 | 0                 | 1                 | -                              | 5                              | 3                              | 1                              | 151   | 40    | 36    |